# Adeguatezza dialitica
In medicina si definisce adeguatezza dialitica in senso stretto la capacità del trattamento dialitico di rimuovere dal sangue le molecole (dette anche tossine uremiche) che si accumulano nell'organismo degli individui affetti da grave insufficienza renale. Un'accezione più ampia del termine comprende la valutazione di tutti gli aspetti riguardanti lo stato di salute che risultano compromessi nelle persone affette da insufficienza renale in trattamento dialitico, che possono influenzarne la sopravvivenza e la morbilità e che possono essere corretti dosando bene il trattamento dialitico.

## Significato e misurazione
L'importanza della quantificazione dell'adeguatezza dialitica è legata all'evidenza dell'associazione tra accumulo di soluti uremici (suddivisi in molecole inorganiche e organiche e queste ultime in molecole piccole, medie e legate alle proteine) e aumentata mortalità dei pazienti in dialisi. In particolare le molecole di medie dimensioni (>500 d), come beta 2 microglobulina, interleuchina 6, TNFα e FGF-23) sono ritenute responsabili dell'aumentato rischio cardiovascolare nei pazienti dializzati.
Tuttavia i metodi tradizionalmente utilizzati per quantificare l'adeguatezza dialitica prendono in considerazione solo l'urea, una piccola molecola organica (60 d) derivante dal catabolismo degli aminoacidi e quindi, in ultima analisi, delle proteine introdotte con l'alimentazione o generate nell'organismo. L'urea è però una molecola semplice da studiare grazie alla sua idrosolubilità e alla sua relativa abbondanza nell'organismo. Oggi è noto che la rimozione dell'urea dal sangue da parte delle membrane per dialisi non coincide con quella di altre molecole di medie dimensioni e nemmeno con quella di molecole altrettanto piccole e idrosolubili.
Poiché la concentrazione dell'urea nel sangue (o meglio nel plasma) riflette anche l'introito e la produzione endogena di proteine, che nei pazienti uremici possono essere compromesse, i metodi per valutare l'efficienza dialitica prendono in considerazione le concentrazioni di urea all'inizio e al termine della seduta oltre ad altre variabili come la massa corporea. Fra i sistemi di questo tipo più usati nella pratica clinica si ricordano l'urea reduction ratio (URR) e il Kt/V con le sue varianti "single pool" (spKt/V), equilibrato (eKt/V) e standardizzato settimanale (std-Kt/V).